# Gouhenans
Gouhenans is een gemeente in het Franse departement Haute-Saône (regio Bourgogne-Franche-Comté) en telt 433 inwoners (2011). De plaats maakt deel uit van het arrondissement Lure.

## Geschiedenis[2]
In 1186 wordt Gouhenans voor het eerst genoemd. In de middeleeuwen werd de plaats het middelpunt van een vorstendom dat afhankelijk was van de heren van Granges-le-Bourg. In de 15e eeuw stierf de adellijke familie Gouhenans uit. De burcht werd meerdere malen in brand gestoken, onder andere in 1636 door Zweedse troepen tijdens de Dertigjarige Oorlog. De Vrede van Nijmegen in 1678 bepaalde dat Gouhenans, samen met de Franche-Comté, bij Frankrijk werd gevoegd.
In 1819 werd zout ontdekt, hetgeen leidde tot het ontstaan van de industrieplaats La Saline de Gouhenans. Ook de glasindustrie en kolenmijnen kwamen op, en met de opening van een spoorlijn van Lure naar Villersexel kreeg Gouhenans een aansluiting op het Franse spoorwegnet. In 1936 werd de zoutfabriek gesloten.
Sinds 2000 maakt Gouhenans onderdeel uit van het gemeentelijk verband Communauté de communes du Pays de Villersexel.

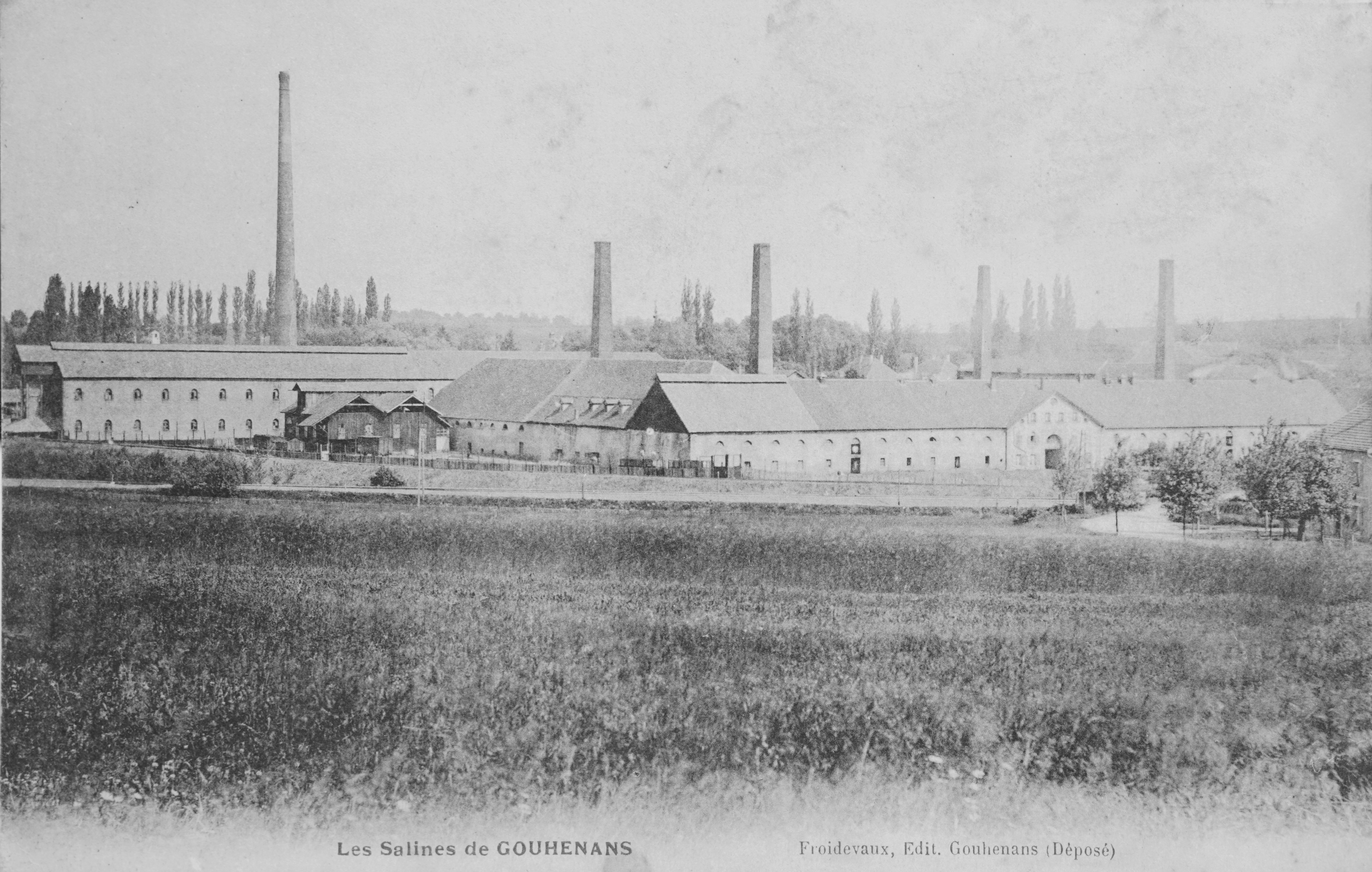
De zoutfabriek van Gouhenans is een van de belangrijkste van Frankrijk in de 19e eeuw
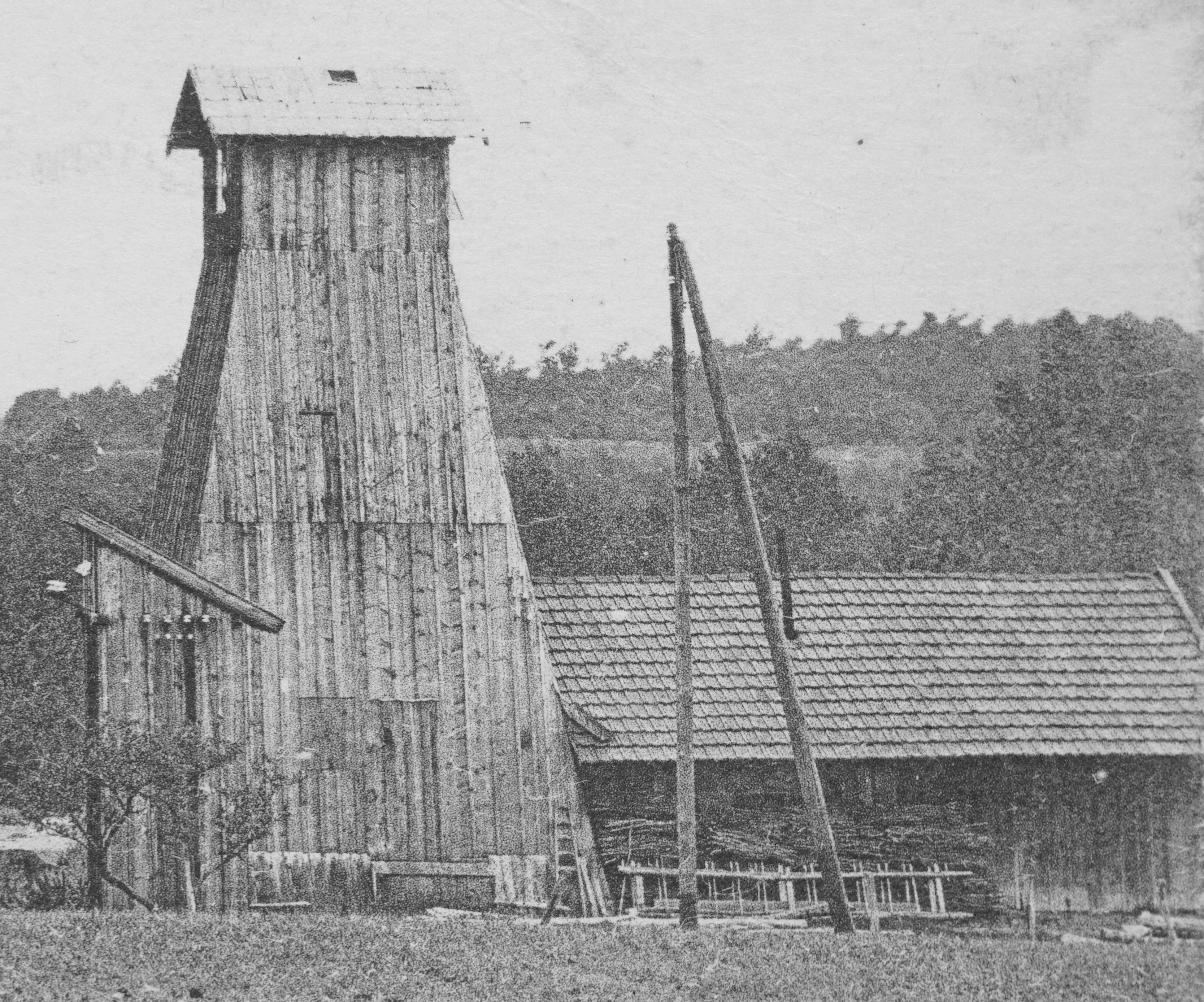
Kolenmijn Gouhenans (jaren 1910)
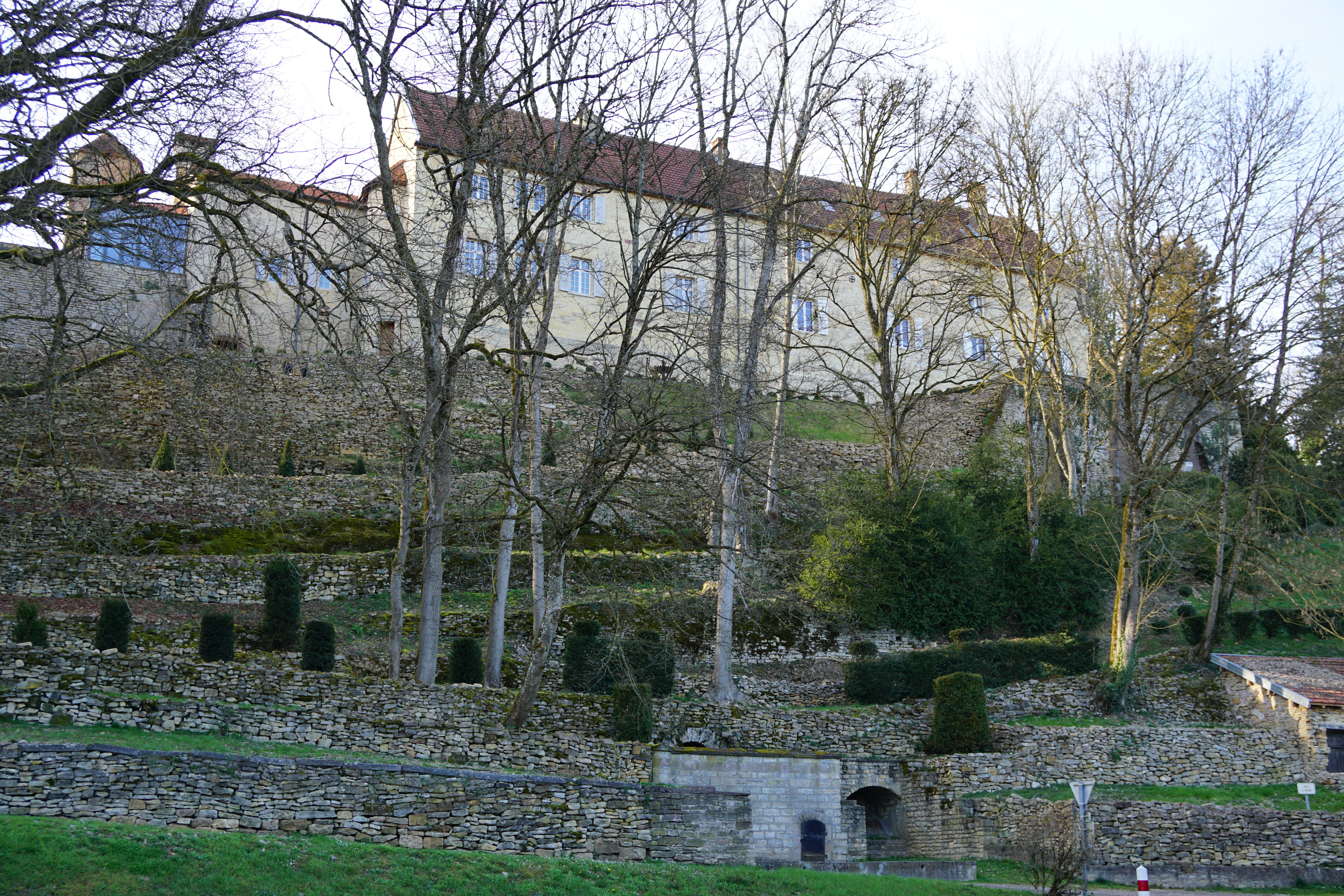
Het kasteel van Gouhenans

## Geografie
De oppervlakte van Gouhenans bedraagt 8,4 km², de bevolkingsdichtheid is 51,5 inwoners per km².
De onderstaande kaart toont de ligging van Gouhenans met de belangrijkste infrastructuur en aangrenzende gemeenten.

## Demografie
Onderstaande figuur toont het verloop van het inwonertal (bron: INSEE-tellingen).